# Phasmomyrmex paradoxus
Phasmomyrmex paradoxus är en myrart som först beskrevs av Andre 1892.  Phasmomyrmex paradoxus ingår i släktet Phasmomyrmex och familjen myror.

## Underarter
Arten delas in i följande underarter:
- P. p. cupreus
- P. p. paradoxus